# Andrea Moranty
Andrea Moranty (ur. 8 lutego 1973 w Las Palmas de Gran Canaria) – hiszpański aktor, reżyser, scenarzysta i producent filmów pornograficznych. Laureat nagród, w Hiszpanii, Polsce, Republice Czeskiej, jako najlepszy wykonawca oraz w Niemczech jako autor ścieżek dźwiękowych do filmów porno.

## Wczesne lata
Urodził się w Las Palmas na Wyspach Kanaryjskich w Hiszpanii jako syn Francuski i Włocha. Kiedy miał pięć lat, przeniósł się wraz z rodziną do Senegalu. Uczęszczał do szkoły prywatnej im. św. Rafała (Colegio San Rafael) w Las Palmas. W 1991 ukończył Lycée Français de Barcelone. Po zakończeniu służby wojskowej, mieszkał w różnych miastach Europy i pracował dorywczo jako piekarz, robotnik i malarz domowy.

## Kariera
Pracował jako striptizer w klubie nocnym porno „na żywo” Sala de Fiestas Bagdad w Barcelonie. Ponadto brał także udział w sesjach zdjęciowych, często w towarzystwie Toni’ego Ribasa i Ramóna Nomara.
Wziął udział w produkcjach gonzo Evil Angel – Latin Psycho Nacho Vidala (2001), Beautiful Girls 3 Christopha Clarka (2001) i True Anal Stories 17 Rocco Siffrediego (2002). Był Markiem Antoniuszem w trylogii Antonio Adamo Rzym (Roma, 2001) z Fausto Moreno, a Romeo Visconti obsadził go w roli Markiza de Sade w produkcji Salieri Entertainment Les Marquises de Sade (2001). Wystąpił w filmie przygodowym Conrada Sona Khatar (2001) jako Thoäm i La Storia del Sesso (2001) jako Casanova. Grał w hiszpańskich realizacjach International Film Group (IFG) – w reż. Maxa Cortésa – Spełnione fantazje (Real Fantasy, 2001), Serial Fucker 1 (2002), Darx (2003), Serial Fucker 5 (2003), Sexville (2003), Sextyle (2004), Serial Fucker 6 (2004), Desmadre en el Festival Erótico de Barcelona (2004), Sextasis (2006) i Perras Españolas (2011) oraz w reż. Narcísa Boscha – Sex Meat (2001), Psycho Sex (2002), Crazy Bullets (2003), Toxic (2004), Motel Freaks (2005) i Cafe Diablo (2006). 
Pracował dla Red Light District, K-Beech Video, Colossal Entertainment i Private w parodii porno Aniołki Charliego - Private Gold 65: Sex Angels 1 (2004). Spróbował swoich sił również jako reżyser Juicy Entertainment Ibiza Fever (2006) i produkcji dla Internetu.
W listopadzie 2009 był uczestnikiem reality show Encerrados en la casa, emitowanym na Digital+.

## Życie prywatne
Moranty ma tatuaż na prawym ramieniu nadwornego błazena, a na lewym pośladku – skorpiona.
Zawarł związek małżeński z Terri Summers (właśc. Judith Teresa Jasper), holenderską fotomodelką (była na okładkach magazynów „Hustler”, „Penthouse” i „Playboy”) i aktorką porno, z którą założył firmę produkcyjną Puritan International, Ltd. Mają córkę Keirę (ur. 2006).
Pracował jako kierownik regionalny w Casa Rosso w Amsterdamie. Podjął pracę na Ibizie jako menedżer sprzedaży regionalnej w centrum nurkowania Arenal Diving Ibiza, w firmie sportowo–rekreacyjnej Takeoff Ibiza i firmie Ibiza Watersports.

## Nagrody i nominacje
| Rok  | Nagroda   | Kategoria                                      | Film                                | Pozostali wykonawcy                                           | Rezultat  |
| ---- | --------- | ---------------------------------------------- | ----------------------------------- | ------------------------------------------------------------- | --------- |
| 2002 | Ninfa     | Najlepszy aktor hiszpański                     | Psycho Sex (2001)                   | –                                                             | Nominacja |
| 2003 | AVN Award | Najlepsza scena seksu w zagranicznej produkcji | Killer Pussy 9 (2001)               | Janavi, Nacho Vidal i Stacy Silver                            | Nominacja |
| 2004 | Ninfa     | Najlepszy hiszpański aktor drugoplanowy        | Sex Reality (2003)                  | –                                                             | Wygrana   |
| 2004 | AVN Award | Najlepsza scena seksu w zagranicznej produkcji | Misty Rain’s Worldwide Sex 8 (2001) | Lucy Van Dam (w napisach: Venus), Claudio Meloni i George Uhl | Nominacja |
| 2005 | Ninfa     | Najlepszy aktor hiszpański                     | Enjoy the Abyss (2005)              | –                                                             | Nominacja |
| 2007 | Ninfa     | Najlepszy hiszpański aktor drugoplanowy        | La Obsexión (2006)                  | –                                                             | Wygrana   |
| 2008 | Ninfa     | Najlepszy aktor hiszpański                     | Barcelona Sex Secrets (2007)        | –                                                             | Nominacja |
| 2009 | Hot d’Or  | Najlepszy europejski aktor                     | Baise éternelle (2008)              | –                                                             | Nominacja |